# Steve Reeves
Stephen L. Reeves (Glasgow, Montana, 21 de gener de 1926 - Escondido, Califòrnia, 1 de maig de 2000) va ser un culturista i actor estatunidenc, que destacà en els pèplum realitzats a Itàlia des de finals de la dècada del 1950 fins a mitjans de la del 1960.

## Biografia

### Joventut
Als deu anys es traslladà a Califòrnia amb la seua mare Goldie, després de la defunció del seu pare Lester Dell Reeves en un accident.
En l'institut va desenvolupar un gran interès pel culturisme i entrenà en el gimnàs d'Ed Yarick en Oakland. Als 17 anys ja tenia un cos molt desenvolupat i després de graduar-se va entrar en l'armada per a més tard combatre en la Segona Guerra Mundial i servir en el Pacífic.

### Culturisme
Prompte va començar a obtenir premis en els principals concursos de fitness del món.
- En 1946 fou Mister Pacífic en Oregon en la seua categoria i en l'absoluta
- En 1947 fou Mister Western Amèrica
- En 1947 fou Mister Pacífic
- En 1947 fou Mister Amèrica
- En 1948 quedà segons en el torneig Mister USA
- En 1948 fou NABBA Mr. Univers en la seua categoria i segon en la categoria absoluta
- En 1948 se proclamà Mister World
- En 1949 fou tercer en el torneig Mister USA
- Finalment en 1950 fou NABBA Mr. Univers en la seua categoria i en l'absoluta

### Cinema
Aquests èxits li animaren a intentar una carrera com a actor, i va estar a punt de convertir-se en el Samsó de la pel·lícula de Cecil B. DeMille, Samsó i Dalila però finalment va ser Victor Mature el triat, de manera que el debut cinematogràfic de Reeves va ser en 1954 de la mà de Edward D. Wood Jr., considerat el pitjor director de la història del cinema, en la pel·lícula Jail Baits. No obstant això en aqueix mateix any 1954 apareixeria en una comèdia musical de la Metre dita Athena, dirigida pel prolífic Richard Thorpe i protagonitzada per estrelles de la productora com Jane Powell i Debbie Reynolds.
Uns anys més tard el director italià Pietro Francisci, al visualitzar aquesta pel·lícula decidiria que el musculós Reeves fóra el protagonista de la seua pel·lícula Hèrcules. L'èxit d'aquesta pel·lícula va fer que es produïra un veritable boom de pel·lícules a Itàlia d'aquest gènere. El mateix Reeves amb el mateix director realitzaria una seqüela titulada Hèrcules i la reina de Brega. L'èxit de Reeves va fer que altres forçuts anaren a Itàlia a la recerca del seu èxit (Reg Park, Ed Fury o Mark Forrest), tan sols l'ex Tarzán Gordon Scott s'apropà a la popularitat de Reeves.
La filmografia de Reeves va continuar a Itàlia, amb pel·lícules d'èxit, com Els últims dies de Pompeia de Mario Bonard, i sobretot en la coproducció La batalla de Marató del famós director Jacques Tourneur. En la dècada dels seixanta els seus èxits continuen, i en 1961 el director Sergio Corbucci li posa en la pantalla enfront del seu gran rival Gordon Scott en la pel·lícula de Romulo i Remo, en la qual ambdós forçuts interpretaven als mítics bessons. Segueix en les coproduccions italianes però deixa el gènere del pèplum per a passar al de pirates interpretant al pirata Morgan en la pel·lícula del mateix títol dirigida per Primer Zeglio i André de Toth, i Sandokán en El tigre de Momparcem d'Umberto Lenzi.
La companyia Paramount va considerar a Reeves per un paper en la versió del seu musical de Broadway, Li'l Abner en 1958, però finalment el paper va ser per Peter Palmer. Després de l'èxit de taquilla d'Hèrcules, Reeves va rebutjar nombroses pel·lícules de seqüeles d'Hèrcules que no obstant això altres actors van aprofitar per a crear les seues carreres. Li oferiren el paper de James Bond en la pel·lícula del Dr. No en 1962, però ho rebutjà igual que va fer amb el paper que finalment va interpretar Clint Eastwood en la pel·lícula, Per un grapat de dòlars de 1964.
També realitzà una nova versió del Lladre de Bagdad dirigida per Arthur Lubin i Bruno Bailati, per a tornar al pèplum interpretant a Enees en dues pel·lícules, la Guerra de Troia de Giorgio Ferroni i la Llegenda d'Enees de Giorgio Rivalta. Torna a treballar amb Corbucci en el fill d'Espàrtac, una espècie de continuació de la famosa pel·lícula de Kubrick en la qual el fill del famós gladiador pren venjança de l'assassí del seu pare.
A la fi dels seixanta el pèplum comença a passar de moda, sobretot perquè des de principi dels seixanta el Spaghetti Western feu la seua aparició i a poc a poc va desplaçant al gènere de romans en popularitat. Curiosament, l'última pel·lícula de la major estrella del pèplum seria un western italià titulat Visc per la Teva Mort del director Camillo Bazzoni.
George Pal ho va considerar per a un paper de Doc Savage: The Man of Bronze però finalment el paper va ser per a Ron Ely. En el moment cim de la seua carrera era un actor bé pagat a Europa i la seua última aparició en pantalla fou en l'any 2000 en la seua biografia realitzada per a la televisió, "A&E Biography: Arnold Schwarzenegger - Flex Appeal".

## Filmografia
- Athena (1954) un musical de la MGM, fou protagonista amb Debbie Reynolds, Jane Powell, i Edmund Purdom
- Jail Bait (1954) dirigida per Edward D. Wood Jr.
- Le fatiche di Ercole (1958)
- Ercole e la regina di Lidia (1959)
- La batalla de Marató (1959) o The Battle of Marathon
- Goliath and the Barbarians (1959) o Terror of the Barbarians
- The Last Days of Pompeii (1959)
- Agi Murad, el diable blanc (The White Warrior) (1959) dirigida per Riccardo Freda
- Morgan, the Pirate (1960)
- The Thief of Bagdad (1960)
- Duel of the Titans (1961) o Romulus and Remus
- La guerra de Troia (1961)
- The Avenger (1962) o The Last Glory of Troy
- The Slave (1962) o Son of Spartacus
- Sandokan, el tigre de Borneo (Sandokan The Great) (1964) dirigida per Umberto Lenzi
- Pirates of Malaysia (1964) o Pirates of the Seven Seas
- A Long Ride From Hell (1967), spaghetti western